# 2019년 KBL 드래프트
2019 KBL 신인 지명회의(KBL Draft)는 2019년 11월 4일 잠실학생체육관에서 열릴 예정이다. 

## 지명 방식
- 1~8순위 추첨은 지난시즌 3~10위팀을 대상으로 한다.
- 2라운드부터는 지명순서의 역순으로 지명한다.

| 지명순위 | 1  | 2   | 3    | 4      | 5  | 6  | 7  | 8   | 9        | 10         |
| -------- | -- | --- | ---- | ------ | -- | -- | -- | --- | -------- | ---------- |
| 팀       | LG | KGC | 삼성 | 오리온 | SK | DB | KT | KCC | 전자랜드 | 현대모비스 |

## 드래프트 결과
- 일반 참가 선수는 출신교를 따로 표기하지 않았음.

| 지명 순위 | LG              | KGC               | 삼성            | 오리온          | SK                 | DB                | kt              | KCC               | 전자랜드        | 현대모비스        |
| --------- | --------------- | ----------------- | --------------- | --------------- | ------------------ | ----------------- | --------------- | ----------------- | --------------- | ----------------- |
| 1         | 박정현 (고려대) | 김경원 (연세대)   | 김진영 (고려대) | 전성환 (상명대) | 김형빈 (안양고)    | 이윤수 (성균관대) | 문상옥 (중앙대) | 김세창 (중앙대)   | 양재혁 (연세대) | 박준은 (성균관대) |
| 지명 순위 | 현대모비스      | 전자랜드          | KCC             | kt              | DB                 | SK                | 오리온          | 삼성              | KGC             | LG                |
| 2         | 이진석 (중앙대) | 박찬호 (경희대)   | 곽동기 (상명대) | 최진광 (건국대) | 김훈 (연세대 휴학) | 박상권 (중앙대)   | 김무성 (연세대) | 이재우 (성균관대) | 미지명          | 이동희 (명지대)   |
| 지명 순위 | LG              | KGC               | 삼성            | 오리온          | SK                 | DB                | kt              | KCC               | 전자랜드        | 현대모비스        |
| 3         | 미지명          | 임기웅 (성균관대) | 미지명          | 미지명          | 미지명             | 미지명            | 미지명          | 권혁준 (경희대)   | 미지명          | 미지명            |
| 지명 순위 | 현대모비스      | 전자랜드          | KCC             | kt              | DB                 | SK                | 오리온          | 삼성              | KGC             | LG                |
| 4         | 미지명          | 미지명            | 미지명          | 미지명          | 미지명             | 미지명            | 미지명          | 미지명            | 박건호 (중앙대) | 미지명            |

## 드래프트 이모저모
- 이번 드래프트는 국내 대학농구 4대 센터로 불리는 고려대의 박정현, 연세대의 김경원, 성균관대의 이윤수, 경희대의 박찬호가 드래프트에 참가한다. 4명 모두 1년 유급을 한 이력이 있다.
- 고려대의 김진영과 안양고의 김형빈이 이번 드래프트에 얼리로 참가해 화제가 되고 있다.
- 순위 추첨 결과 창원 LG 세이커스가 5%의 확률을 뚫고 전체 1순위 지명권을 차지하였다.
- 순위 추첨식에서 김동광 해설위원이 버튼을 실수로 2번 누르는 바람에 재추첨을 진행하였는데, 전자랜드와 SK의 공이 나왔었다고 한다. 재추첨 결과 전자랜드는 9순위, SK는 5순위가 되었다.
- 고려대학교의 박정현이 전체 1순위가 기정사실화 되고 있다.예상대로 이변없이 전체 1순위로 창원 LG 세이커스에 지명되었다.
- 서울 삼성 썬더스의 1라운드 3순위 지명을 받은 김진영은 SPOTV해설위원 김유택의 아들이다. 이복형은 현재 고양 오리온 오리온스에서 뛰고 있는 최진수이다.
- 1라운드 9순위 인천 전자랜드 엘리펀츠의 지명을 받은 양재혁은 전 여자프로농구 총재인 양원준의 첫째 아들이다. 남동생인 양재민도 연세대학교를 휴학하고 미국의 대학에서 농구를 하고 있으며, 막내 여동생도 숙명여중에서 농구선수 생활을 하고 있다.
- 1라운드 4순위 고양 오리온 오리온스의 지명은 받은 전성환은 상명대학교 최초의 로터리픽 지명자이다.